# Retin Obasohan
Retin Obasohan (Antwerpen, 6 juli 1993) is een Belgisch basketballer.

## Carrière
Obasohan sloot zich in 2000 bij de Berchemse basketbalclub Mercurius BBC aan en later bij Bavi Vilvoorde. Tijdens het seizoen 2010/11 speelde hij voor BBC Kangoeroes-Boom en van 2012 tot 2016 voor de Universiteit van Alabama. Nadat hij in 2016 niet gedraft werd vertrok hij naar het Italiaanse SS Felice Scandone.
In het seizoen 2017/18 speelde hij voor het Duitse Oettinger Rockets Gotha. Het seizoen 2018/19 bracht hij door in de G-League bij Northern Arizona Suns. In 2019/20 speelde hij bij het Duitse Brose Bamberg onder Roel Moors. In 2020/21 speelde hij bij ERA Nymburk en won zowel de beker, de landstitel, Defensive player of the year en de MVP of the Final.
Na een seizoen volgt hij zijn coach Oren Amiel naar Israël bij Hapoel Jerusalem BC. In 2022 tekende hij een contract bij de Franse topclub LDLC ASVEL waar hij een seizoen speelde en ook uitkwam in de EuroLeague. In de zomer van 2023 tekende hij een contract bij de Italiaanse eersteklasser Derthona Basket. Hij maakte na een seizoen de overstap naar de Spaanse competitie bij Bàsquet Manresa. Hij verlengde zijn contract bij Manresa voor het seizoen 2025/26.

## Erelijst
- Tsjechisch landskampioen: 2021
- Tsjechisch bekerwinnaar: 2021
- Defensive Player of the year (Tsjechië): 2021
- Finals MVP (Tsjechië): 2021